# Cyperus laeteflorens
Cyperus laeteflorens är en halvgräsart som först beskrevs av Charles Baron Clarke, och fick sitt nu gällande namn av Georg Kükenthal. Cyperus laeteflorens ingår i släktet papyrusar, och familjen halvgräs.
Artens utbredningsområde är Nya Kaledonien. Inga underarter finns listade i Catalogue of Life.